# Harry Barkus Gray
Harry Barkus Gray (14 novembre 1935, Woodburn, Kentucky, EUA) és un destacat químic estatunidenc.

## Vida
Gray es graduà en química a la Universitat Western Kentucky el 1957. Es doctorà el 1960 a la Universitat Northwestern de Chicago sota la direcció de Fred Basolo i Ralph G. Pearson. Amplià estudis a la Universitat de Copenhaguen el curs 1960-61 amb Walter A. Mach i Carl J. Ballhausen en l'estudi de les estructures electròniques dels complexos de coordinació. Després es traslladà a la Universitat de Colúmbia a Nova York on fou professor, en diferents graus, fins al 1966. Aquest any es traslladà a l'Institut Tecnològic de Califòrnia a la càtedra Arnold O. Beckman.

## Obra
Gray ha treballat en problemes fonamentals de química inorgànica, bioquímica i biofísica, molt d'ells relacionats amb la química de transferència d'electrons.
Ha rebut importants guardons entre els quals destaquen la Medalla Priestley el 1992 i el Premi Wolf en Química (2004).